# Chezelles (Indre)
Chezelles é uma comuna francesa na região administrativa do Centro, no departamento Indre. Estende-se por uma área de 17,48 km². Em 2010 a comuna tinha 474 habitantes (densidade: 27,1 hab./km²).